# Lijst van nummer 1-hits in de UK Singles Chart in 2018
Deze hits stonden in 2018 op nummer 1 in de UK Singles Chart:
| Nummer | Datum        | Artiest                                          | Titel              |
| ------ | ------------ | ------------------------------------------------ | ------------------ |
| 1332   | 5 januari    | Ed Sheeran                                       | Perfect            |
|        | 12 januari   | Ed Sheeran                                       | Perfect            |
| 1333   | 19 januari   | Eminem & Ed Sheeran                              | River              |
| 1334   | 26 januari   | Drake                                            | God's plan         |
|        | 2 februari   | Drake                                            | God's plan         |
|        | 9 februari   | Drake                                            | God's plan         |
|        | 16 februari  | Drake                                            | God's plan         |
|        | 23 februari  | Drake                                            | God's plan         |
|        | 2 maart      | Drake                                            | God's plan         |
|        | 9 maart      | Drake                                            | God's plan         |
|        | 16 maart     | Drake                                            | God's plan         |
|        | 23 maart     | Drake                                            | God's plan         |
| 1335   | 30 maart     | Rudimental, Jess Glynne, Macklemore & Dan Caplen | These days         |
| 1336   | 6 april      | Lil Dicky & Chris Brown                          | Freaky Friday      |
| 1337   | 13 april     | Drake                                            | Nice for what      |
| 1338   | 20 april     | Calvin Harris & Dua Lipa                         | One kiss           |
|        | 27 april     | Calvin Harris & Dua Lipa                         | One kiss           |
|        | 4 mei        | Calvin Harris & Dua Lipa                         | One kiss           |
|        | 11 mei       | Calvin Harris & Dua Lipa                         | One kiss           |
|        | 18 mei       | Calvin Harris & Dua Lipa                         | One kiss           |
|        | 25 mei       | Calvin Harris & Dua Lipa                         | One kiss           |
|        | 1 juni       | Calvin Harris & Dua Lipa                         | One kiss           |
|        | 8 juni       | Calvin Harris & Dua Lipa                         | One kiss           |
| 1339   | 15 juni      | Jess Glynne                                      | I'll be there      |
| 1340   | 22 juni      | Clean Bandit & Demi Lovato                       | Solo               |
| 1341   | 29 juni      | George Ezra                                      | Shotgun            |
|        | 6 juli       | George Ezra                                      | Shotgun            |
| 740    | 13 juli      | Baddiel, Skinner & The Lightning Seeds           | Three lions        |
| 1342   | 20 juli      | Drake                                            | In my feelings     |
|        | 27 juli      | Drake                                            | In my feelings     |
|        | 3 augustus   | Drake                                            | In my feelings     |
|        | 10 augustus  | Drake                                            | In my feelings     |
| 1341   | 17 augustus  | George Ezra                                      | Shotgun            |
|        | 24 augustus  | George Ezra                                      | Shotgun            |
| 1343   | 31 augustus  | Benny Blanco, Khalid & Halsey                    | Eastside           |
| 1344   | 7 september  | Calvin Harris & Sam Smith                        | Promises           |
|        | 14 september | Calvin Harris & Sam Smith                        | Promises           |
|        | 21 september | Calvin Harris & Sam Smith                        | Promises           |
|        | 28 september | Calvin Harris & Sam Smith                        | Promises           |
|        | 5 oktober    | Calvin Harris & Sam Smith                        | Promises           |
| 1345   | 12 oktober   | Dave & Fredo                                     | Funky Friday       |
| 1344   | 19 oktober   | Calvin Harris & Sam Smith                        | Promises           |
| 1346   | 26 oktober   | Lady Gaga & Bradley Cooper                       | Shallow            |
|        | 2 november   | Lady Gaga & Bradley Cooper                       | Shallow            |
| 1347   | 9 november   | Ariana Grande                                    | Thank U, next      |
|        | 16 november  | Ariana Grande                                    | Thank U, next      |
|        | 23 november  | Ariana Grande                                    | Thank U, next      |
|        | 30 november  | Ariana Grande                                    | Thank U, next      |
|        | 7 december   | Ariana Grande                                    | Thank U, next      |
|        | 14 december  | Ariana Grande                                    | Thank U, next      |
| 1348   | 21 december  | LadBaby                                          | We built this city |
| 1349   | 28 december  | Ava Max                                          | Sweet but psycho   |